# Batalla de Villarrobledo
La batalla o acción de Villarrobledo tuvo lugar el día 20 de septiembre de 1836 durante la llamada Expedición Gómez desarrollada durante la Primera Guerra Carlista. 
Las tropas de Gómez se habían visto reforzadas el día 12 en Utiel con las de Cabrera llegadas a marchas forzadas desde La Cenia, Tarragona, con intención de operar unidas en las inmediaciones de Madrid, atacando esta ciudad si era propicia la ocasión. La tropa carlista, para disimular su intención, se encaminó a Albacete y ocupó esta ciudad pero enterado de que su perseguidor, Isidro Alaix, había recibido como refuerzo a la caballería de húsares de Diego de León, se dirigió a Villarrobledo, a donde llegó el día 19. 
Sin ser apercibido por Gómez, Alaix se acercó a las cercanías de esta localidad a las dos de la madrugada del día 20, organizó sus tropas, las arengó y al amanecer atacó al enemigo acuartelado, lo desalojó del pueblo tras un duro enfrentamiento en las calles y salió tras él cuando se retiraba en dirección a Mota del Cuervo. Mas los carlistas se revolvieron en el paraje llamado Vega de San Cristóbal, contiguo a la Ermita homónima, y situado inmediatamente al sur y extramuros de esta localidad e hicieron frente a los isabelinos, obligándoles a retroceder hacia el pueblo pero al intervir ahora Diego de León con sus húsares, emprendieron de nuevo una desordenada retirada. Pero no fueron perseguidos de inmediato por Alaix ya que pese a las bajas sufridas por Gómez, el jefe isabelino consideró que sus tropas no eran suficientes para enfrentarse de inmediato con el enemigo. El jefe carlista marchó a Osa de Montiel, obligado por el desastre sufrido en Villarrobledo a desistir de su intención de marchar hacia Madrid. 
Constituyó el mayor revés que sufrió el general Miguel Gómez en su expedición, pues a las enormes bajas hay que sumar la pérdida casi completa de su caballería, 2.000 fusiles y bastante munición. No se registraron bajas civiles, a pesar de que las murallas que por entonces aún tenía la ciudad se vieron seriamente afectadas.